# Луций Карминий Лузитаник
Луций Карминий Лузитаник (на латински: Lucius Carminius Lusitanicus) e сенатор на Римската империя през 1 век.
Лузитаник е син на Луций Калвенций Вет Гай Карминий, който е 44/45 г. управител на Лузитания, откъдето идва неговият когномен Лузитаник и суфектконсул 51 г. Брат е на Секст Карминий Вет (суфектконсул 83 г.).
През септември и октомври 81 г. Лузитаник е суфектконсул.